# Limnospila albifrons
Limnospila albifrons är en tvåvingeart som först beskrevs av Zetterstedt 1849.  Limnospila albifrons ingår i släktet Limnospila och familjen husflugor. Arten är reproducerande i Sverige. Inga underarter finns listade i Catalogue of Life.